# Campeonato da Europa de Atletismo de 2016 - Salto triplo masculino
A prova do salto triplo masculino do Campeonato da Europa de Atletismo de 2016 foi disputada entre os dias 7 e 9 de julho de 2016 no Estádio Olímpico de Amsterdã em Amesterdão,  nos Países Baixos. 

## Recordes
Antes desta competição, os recordes mundiais e do campeonato nesta prova eram os seguintes:
|                       | Nome             | Nacionalidade | Distância | Local      | Data                 |
| --------------------- | ---------------- | ------------- | --------- | ---------- | -------------------- |
| Recorde mundial       | Jonathan Edwards | Reino Unido   | 18m 29cm  | Gotemburgo | 7 de agosto de 1995  |
| Recorde do campeonato | Jonathan Edwards | Reino Unido   | 17m 99cm  | Budapeste  | 23 de agosto de 1998 |
| Recorde europeu       | Jonathan Edwards | Reino Unido   | 18m 29cm  | Gotemburgo | 7 de agosto de 1995  |

## Medalhistas
| Ouro           | Prata                | Bronze            |
| Max Hess (GER) | Karol Hoffmann (POL) | Julian Reid (GBR) |

## Cronograma
Todos os horários são locais (UTC+2).
| Data       | Hora  | Evento       |
| ---------- | ----- | ------------ |
| 7 de julho | 11:10 | Qualificação |
| 9 de julho | 19:45 | Final        |

## Resultados

### Qualificação
Qualificação: Desempenho de 16.65 m (Q) ou os 12 melhores qualificados (q).
| Posição | Grupo | Atleta                | Nacionalidade | #1    | #2    | #3    | Resultados | Notas |
| ------- | ----- | --------------------- | ------------- | ----- | ----- | ----- | ---------- | ----- |
| 1       | A     | Karol Hoffmann        | Polónia       | 16.11 | 16.93 |       | 16.93      | Q     |
| 2       | B     | Max Hess              | Alemanha      | x     | 16.93 |       | 16.93      | Q     |
| 3       | A     | Şeref Osmanoğlu       | Turquia       | 16.34 | 16.81 |       | 16.81      | Q     |
| 4       | B     | Maksim Niastiarenka   | Bielorrússia  | 16.52 | 15.89 | 16.68 | 16.68      | Q     |
| 5       | A     | Georgi Tsonov         | Bulgária      | 16.46 | x     | 16.65 | 16.65      | Q     |
| 6       | B     | Julian Reid           | Grã-Bretanha  | 15.80 | 16.62 | 15.88 | 16.62      | q,    |
| 7       | B     | Momchil Karailiev     | Bulgária      | 16.59 | x     | –     | 16.59      | q     |
| 8       | A     | Pablo Torrijos        | Espanha       | 16.44 | 16.58 | r     | 16.58      | q     |
| 9       | B     | Benjamin Compaoré     | França        | 15.65 | 16.22 | 16.53 | 16.53      | q     |
| 10      | A     | Dzmitry Platnitski    | Bielorrússia  | 16.37 | 16.50 | 16.22 | 16.50      | q     |
| 11      | A     | Elvijs Misāns         | Letônia       | 16.50 | x     | x     | 16.50      | q     |
| 12      | B     | Fabian Florant        | Países Baixos | 16.36 | 16.16 | 16.45 | 16.45      | q     |
| 13      | B     | Zlatozar Atanasov     | Bulgária      | 15.81 | 16.34 | 16.28 | 16.34      |       |
| 14      | A     | Harold Correa         | França        | 16.26 | 16.33 | 16.18 | 16.33      |       |
| 15      | A     | Nathan Douglas        | Grã-Bretanha  | 16.33 | x     | 16.24 | 16.33      |       |
| 16      | B     | Lasha Torgvaidze      | Geórgia       | x     | 16.20 | 16.32 | 16.32      |       |
| 17      | B     | Nelson Évora          | Portugal      | 15.88 | 16.27 | 16.15 | 16.27      |       |
| 18      | A     | Martin Jasper         | Alemanha      | 16.27 | x     | 16.05 | 16.27      |       |
| 19      | B     | Andriy Stanchev       | Ucrânia       | 16.22 | 15.95 | 16.06 | 16.22      |       |
| 20      | A     | Levon Aghasyan        | Armênia       | 15.98 | 15.79 | 16.21 | 16.21      |       |
| 21      | B     | Aşkın Karaca          | Turquia       | 16.19 | x     | x     | 16.19      |       |
| 22      | A     | Dimitrios Tsiamis     | Grécia        | 15.94 | 16.16 | 16.10 | 16.16w     |       |
| 23      | B     | Nazim Babayev         | Azerbaijão    | 16.06 | x     | –     | 16.06      |       |
| 23      | A     | Artsem Bandarenka     | Bielorrússia  | 16.06 | x     | x     | 16.06      |       |
| 25      | B     | Dimítrios Baltadouros | Grécia        | 15.99 | 15.58 | x     | 15.99      |       |
| 26      | A     | Vladimir Letnicov     | Moldávia      | x     | 15.98 | x     | 15.98      |       |
| 27      | B     | Marian Oprea          | Roménia       | x     | 15.40 | x     | 15.40      |       |

### Final
| Posição           | Atleta              | Nacionalidade | #1    | #2    | #3    | #4    | #5    | #6    | Resultados | Notas                |
| ----------------- | ------------------- | ------------- | ----- | ----- | ----- | ----- | ----- | ----- | ---------- | -------------------- |
| Medalha de ouro   | Max Hess            | Alemanha      | x     | 17.20 | –     | –     | x     | –     | 17.20      | EL                   |
| Medalha de prata  | Karol Hoffmann      | Polónia       | 16.59 | 16.96 | 17.16 | x     | 16.93 | 16.92 | 17.16      | Recorde pessoal      |
| Medalha de bronze | Julian Reid         | Grã-Bretanha  | 16.76 | x     | 15.85 | 15.91 | x     | x     | 16.76      | Recorde da temporada |
| 4                 | Momchil Karailiev   | Bulgária      | 16.65 | 16.65 | x     | r     |       |       | 16.65      |                      |
| 5                 | Maksim Niastiarenka | Bielorrússia  | 16.14 | 16.16 | 16.63 | 16.62 | 16.38 | 16.50 | 16.63      |                      |
| 6                 | Şeref Osmanoğlu     | Turquia       | 16.55 | x     | x     | 16.53 | x     | x     | 16.55      |                      |
| 7                 | Georgi Tsonov       | Bulgária      | 16.05 | 15.84 | 16.53 | x     | r     |       | 16.53      | Recorde da temporada |
| 8                 | Pablo Torrijos      | Espanha       | 15.88 | 16.23 | 16.34 | x     | 16.33 | 16.30 | 16.34      |                      |
| 9                 | Elvijs Misāns       | Letônia       | x     | 16.11 | 16.32 |       |       |       | 16.32      |                      |
| 10                | Fabian Florant      | Países Baixos | 16.12 | x     | 16.23 |       |       |       | 16.23      |                      |
| 11                | Dzmitry Platnitski  | Bielorrússia  | 15.24 | 16.16 | 16.18 |       |       |       | 16.18      |                      |
| 12                | Benjamin Compaoré   | França        | 16.01 | x     | 16.12 |       |       |       | 16.12      |                      |

Legenda
| Recorde mundial       | Recorde mundial (World record)               |                       | Recorde africano                      | Recorde africano (African) |                                           | Q | Classificado por posição (Qualified) |
| Recorde do campeonato | Recorde do campeonato (Championship record)  | Recorde da América    | Recorde da América (Americas)         | q                          | Classificado por melhor tempo (Qualified) |   |                                      |
| Melhor marca do ano   | Melhor marca do ano (World leading)          | Recorde asiático      | Recorde asiático (Asian)              | DNS                        | Não largou (Did not start)                |   |                                      |
| Recorde nacional      | Recorde nacional (National record)           | Recorde europeu       | Recorde europeu (European)            | DNF                        | Não terminou (Did not finish)             |   |                                      |
| Recorde pessoal       | Recorde pessoal do atleta (Personal best)    | Recorde da Oceania    | Recorde da Oceania (Oceania)          | DSQ / DQ                   | Desclassificado (Disqualified)            |   |                                      |
| Recorde da temporada  | Recorde da temporada do atleta (Season best) | Recorde sul-americano | Recorde sul-americano (South America) | NM                         | Sem marca (No mark)                       |   |                                      |